# Barbatia domingensis
Barbatia domingensis  – gatunek morskiego, osiadłego małża z rodziny arkowatych (Arcidae).
Muszla wielkości około 2,5  cm. Kształtu owalnego, wydłużonego. Periostrakum muszli w kolorze brązowo-żółtym, pokryte włoskami. Występuje przytwierdzony podłoża skalnego lub kamieni bisiorem w płytkich wodach. Są rozdzielnopłciowe, bez zaznaczonych różnic płciowych w budowie muszli. Odżywiają się planktonem.
Występuje w Ameryce Północnej od przylądka Hatteras w Karolinie Północnej do Karaibów oraz na Bermudach.